# Arcuatopterus sikkimensis
Arcuatopterus sikkimensis là một loài thực vật có hoa trong họ Hoa tán. Loài này được (C.B.Clarke) Pimenov & Ostr. mô tả khoa học đầu tiên năm 2000.